# Olof Trätälja
Olof Trätälja Ingjaldsson (nórdico antiguo: Óláfr trételgja, sueco: Olof Trätälja, noruego: Olav Tretelgja, castellano: Olaf el Leñador, n. 678) fue un caudillo vikingo, rey legendario de Suecia, hijo del infame Ingjald de la casa de Yngling según Ynglingatal.

## Heimskringla
Según Heimskringla de Snorri Sturluson, su madre fue Gauthildr Algautsdóttir, princesa de Västergötland (nieta de Óláf el Perspicaz, rey de Nerike), quien le envió con su padre adoptivo en Västergötland, donde creció junto con su hermanastro Saxo (apodado Flette). Cuando Olof fue informado de la muerte de su padre, reunió un séquito de seguidores y se dirigió a reunirse con su familia en Nerike, pero debido a las atrocidades cometidas por Ingjald los suecos habían alimentado una creciente hostilidad hacia la dinastía de los Ynglings.
Cuando los suecos supieron que Olof y su familia se habían refugiado en Nerike, atacaron y forzaron a la familia a dirigirse hacia el oeste por los espesos y montañosos bosques de Kilsbergen hacia el lago Vänern y el estuario de Klarälven (presuntamente se sitúa actualmente Karlstad). Allí se asentaron y crearon una nueva provincia llamada Värmland, donde podrían tener una buena vida. Cuando los suecos supieron que Olof estaba clareando superficies de bosque para sus asentamientos, se sorprendieron y le apodaron el tumbador de árboles. Olof casó con una mujer llamada Solveig, hija de Halfdan Guldtand del reino de Solør. Olof y Solveigh tuvieron dos hijos, Ingjald Olofsson y Halfdan Hvitbeinn, quienes fueron criados en la casa del tío de Solveig, el caudillo Sölve; y Asa Olafsdatter (n. 706). 
Debido al despótico gobierno del rey Ivar Vidfamne, muchos suecos emigraron a Värmland pero en tal cantidad que el territorio no pudo sostenerlos a todos y la situación derivó en una hambruna. Los suecos culparon al rey como responsable de la riqueza de la tierra y su falta de sacrificios y devoción hacia los dioses y diosas. Entonces se rebelaron contra Olof, rodearon su residencia a orillas del lago Vänern, fue apresado y quemado vivo, sacrificado a Odín como su ancestro Domalde.

## YnglingataleHistoria Norwegiae
Historia Norvegiæ menciona que Olof sucedió a su padre y gobernó como rey de Suecia en paz hasta el final de sus días. 
| Ejus filius Olavus cognomento tretelgia diu et pacifice functus regno plenus dierum obiit in Swethia. | Su hijo, Olav, conocido como Tretelgje, obtuvo un reinado duradero y pacífico, murió en Suecia, con muchos años. |  |

Ynglingatal cita que Olof fue un príncipe sueco (svía jöfri), que fue quemado dentro de su residencia y desapareció de Gamla Uppsala.
| Ok við vág, viðar (telgju) hræ Ólafs hofgyldir svalg, ok glóðfjálgr gervar leysti sonr Fornjóts af Svía jöfri. Sá áttkonr frá Uppsölum Lofða kyns fyrir löngu hvarf. |

## Testimonio arqueológico
A lo largo de ciertas partes del río Byälven en Värmland, aparecen varios montículos que la leyenda atribuye a Olof Trätälja. Más aún, hay muchos castros cerca del río y al norte de la ribera del lago Vänern que testifican un pasado violento. Uno de esos castros en Villkorsberget, muestra que fue quemado durante el periodo del reinado de Olof (en algún momento de 510–680).